# 格里索利亚
格里索利亚（義大利語：Grisolia），是意大利科森扎省的一个市镇。总面积50平方公里，人口2431人，人口密度48.6人/平方公里（2009年）。ISTAT代码为078060。